# Rat mal, wer zum Essen kommt (Fernsehsendung)
Rat mal, wer zum Essen kommt war eine österreichische Doku-Soap. Die Sendung wurde erstmals zwischen Dezember 2007 und März 2008 in 16 Folgen  samstags auf dem Fernsehsender ORF 1 ausgestrahlt. Als Backdoor-Pilotfolgen wurden einige Spezialfolgen des mittlerweile eingestellten Infotainment-Magazins wie bitte? ausgestrahlt.

## Konzept
In jeder Folge lud ein österreichischer Prominenter eine andere bekannte Person zu sich zum Essen ein. Welche Person eingeladen wird, wurde allerdings von der Sendungsredaktion bestimmt, sodass der Einladende vorerst nicht wusste, wer zum Abendmahl erscheint. 
Zumeist wurden zwei Prominente aus völlig verschiedenen Bereichen ausgesucht, sodass sich eine humorvolle Unterhaltung zwischen den Auserwählten bilden sollte.